# Treitol
Treitol é um dos dois diastereoisômeros do butano-1,2,3,4-tetraol.